# ستيفن سايمور
ستيفن سايمور (بالإنجليزية: Stephen Seymour)‏ هو مصمم الإنتاج أمريكي، ولد في 15 ديسمبر 1919 في نيويورك في الولايات المتحدة، وتوفي في 20 يونيو 1973 في فينتورا في الولايات المتحدة.

## وصلات خارجية
- ستيفن سايمور على موقع IMDb (الإنجليزية)
- ستيفن سايمور على موقع أول موفي (الإنجليزية)
- ستيفن سايمور على موقع قاعدة بيانات الفيلم (الإنجليزية)